# 알 누르
꾸란의 24장 알 누르는 메디나에서 계시된 24절로 이루어져 있다.
장의 제목은 '빛'이란 단어에서 유래했다.

## 개요
본 장은 가족 관계에서 사람들이 서로 지켜야 할 사항과 성생활에 있어서의 주의점을 담고 있다.

## 본 장에서의 이슬람 성범죄 관련 사항
본 장은 성범죄와 성적인 수치심을 주는 행위가 엄벌에 처할 사건임을 얘기한다.
이슬람에서 그러한 성행위를 판단하는데는 엄정한 근거가 필요하다고 하며 엄정한 근거 없는 허위발언은 성범죄와 마찬가지로 엄벌에 처한다고 씌여있다.
본문의 2~3번째 절을 보면 간통에 관한 이슬람의 관점을 확인할 수 있다.
이슬람에서 간통한 여자와 간통한 남자는 그 벌로 각각 백 대의 가죽태형을 맞고 간통한 자들, 혹은 불신자들과 밖에는 결혼할 수 없다고 한다.
여성에 대한 중상모략도 금지이다.

## 같이 보기
- 아이샤

| 이 전 알 무미눔 | 수라 24 (아랍어 원문) | 다 음 알 푸르깐 |
| 1 2 3 4 5 6 7 8 9 10 11 12 13 14 15 16 17 18 19 20 21 22 23 24 25 26 27 28 29 30 31 32 33 34 35 36 37 38 39 40 41 42 43 44 45 46 47 48 49 50 51 52 53 54 55 56 57 58 59 60 61 62 63 64 65 66 67 68 69 70 71 72 73 74 75 76 77 78 79 80 81 82 83 84 85 86 87 88 89 90 91 92 93 94 95 96 97 98 99 100 101 102 103 104 105 106 107 108 109 110 111 112 113 114 |                       |                 |